# Побережник берингійський
Побережник берингійський (Calidris ptilocnemis) — вид сивкоподібних птахів родини баранцевих (Scolopacidae).

## Поширення
Птах гніздиться на Алясці, Чукотці і Камчатці, а також на Алеутських та Курильських островах. Гніздиться на скелястих узбережжях. Перелітний птах. Він зимує на західному узбережжі Сполучених Штатів і зустрічається на півночі аж до Каліфорнії.

## Опис
Кулик досягає довжини тіла від 20 до 22 сантиметрів. Розмах крил становить від 38 до 44 сантиметрів. Вага коливається від 60 до 80 грам. У дорослих особин короткі жовті ноги, дзьоб середнього розміру, темний і тонкий. Тіло темне зверху зі злегка пурпуровим блиском переважно білого низу. Має сіро-плямисті груди та чорний круп.

## Спосіб життя
Поїдає молюсків, ракоподібних, личинок мух та інших безхребетних, особливо жуків і павуків. Під час зимівлі живе колоніями. Птахи невеликими зграями прилітають до місця розмноження, де дуже швидко розсіюються. Вони розмножуються невеликими колоніями і добувають їжу невеликими зграями. Однак окремі самці захищають менші місця розмноження. Гніздо являє собою неглибоке дупло, вистелене тонкою травою. Зазвичай кладка складається з чотирьох яєць. Вони мають блідо-зелений, блідо-сірий, оливковий або коричневий колір та темні плями. Інкубаційний період 22-24 дні. Пташенята передкоціальні, покидають гніздо приблизно через 12 годин після вилуплення. Статевозрілими молоді птахи стають приблизно у віці двох років.

## Підвиди
- C. p. tschuktschorum, (Portenko, 1937) — гніздиться на Чукотському півострові та на заході Аляски.
- C. p. ptilocnemis, (Coues, 1873) — гніздиться на о-вах Прибилова і на о-вах Холл і Сент-Метью.
- C. p. couesi, (Ridgeway, 1880) — гніздиться на Алеутських островах і на півострові Аляска.
- C. p. quarta, (Hartert, 1920) — гніздиться на півдні півострова Камчатка і на Курильських і Командорських островах.